# Европски део Русије
Европски део Русије односи се на западни део Руске Федерације, који се налази на европском континенту и покрива површину од 3.960.000 km² или око 40% саме Европе. Источну границу ка азијском делу земље чине планина Урал, река Урал и граница са Казахстаном, чији крајње западни и веома мали део припада Европи.
Европски део Русије је више од 3 пута мањи од азијског, али у њему живи 78% становништва Русије (у односу на податке пописа из 2002. године то представља 113 милиона становника), па је и густина виша од државног просека (густина 27 ст./км²). Ту се налазе и два највећа и најважнија града у држави, Москва и Санкт Петербург.
Овом појму је близак историјски појам "Европске Русије", који се користио у Руском царству за означавање свих подручја насељеним Источним Словенима под управом царства, обухватајући и данашњу Белорусију и већи део Украјине.